# 토비아스 켐페
토비아스 켐페(독일어: Tobias Kempe, 1989년 6월 27일 ~ )는 독일의 축구 선수이다. 현재 독일 분데스리가의 SV 다름슈타트 98에서 활약하고 있다.